# 拉拉卡環礁
拉拉卡環礁（Raraka），又称泰马里耶环礁（Te Marie），是南太平洋法屬波利尼西亞的環礁，屬於土阿莫土群島的一部分，位於考埃希环礁東南17公里，由法卡拉瓦市镇管辖，長26公里、寬19公里，土地面積7.2平方公里，潟湖面積342平方公里，2007年人口72。

## 外部連結
- （页面存档备份，存于）
- United States Exploring Expedition （页面存档备份，存于）
- - Seamount Trail （页面存档备份，存于）
- - Report on a visit  （页面存档备份，存于）
- Atoll names （页面存档备份，存于）
- Atoll list (in French) （页面存档备份，存于）

1. ↑  . Institut de la statistique de la Polynésie française.   [16 October 2014]. （原始内容存档于2020-03-29）.